# Black Orpheus (magazine)
Pour les articles homonymes, voir Black Orpheus.
Black Orpheus est un magazine littéraire basé au Nigeria fondé en 1957 par Ulli Beier, écrivain, éditeur et expatrié allemand. « Doyen des magazines littéraires africains », il a été décrit comme « un puissant catalyseur de l'éveil artistique en Afrique de l'Ouest ». Son nom provient d'un essai de Jean-Paul Sartre de 1948, Orphée noir, publié en guise de préface du volume Anthologie de la nouvelle poésie nègre et malgache, sous la direction de Léopold Sédar Senghor. Ce magazine en anglais a été une plateforme pour tous les auteurs modernes panafricains, traduisant les auteurs francophones et publiant les auteurs anglophones. Il a cessé de paraître en 1975.
En 1961, Beier a également fondé The Mbari Club, un centre culturel pour les écrivains africains, étroitement lié à Black Orpheus.

## Histoire

### Contexte historique et culturel
Après la seconde Guerre mondiale, l'Afrique bénéficie d'un lectorat de magazine important, rassemblant les anciens et les nouveaux publics. Elle ne dispose cependant pas des mêmes ressources technologiques ni des mêmes infrastructures que les médias européens, et après l'indépendance de plusieurs pays dans les années 1950 et 1960, le transport des personnes et du papier d'une région à une autre devient plus compliqué et coûteux. C'est pourtant dans ce contexte que les « petits magazines » apparaissent en Afrique, et cela est dû à deux bouleversements dans la géopolitique et l'ordre économique mondial : la décolonisation et la formation d'un marché mondial du livre,.
Un intérêt mutuel se développe : aussi bien les éditeurs britanniques que les auteurs détectent un nouveau marché anglophone, créant une forme de mode pour la littérature du monde post-colonial,. Le roman L'Ivrogne dans la brousse d'Amos Tutuola est l'un des premiers à toucher un public occidental : basé sur des contes folkloriques yoruba, il est écrit dans un « wrong English » (mauvais anglais) et est présenté comme une curiosité par les éditeurs. C'est dans ce contexte qu'apparaît le qualificatif « extroverted » (« extraverti », par Eileen Julien) pour désigner un roman produit à un endroit (ici, au Nigeria) mais destiné à être consommé ailleurs (ici, en Angleterre). Cette situation pose le problème suivant : ces ouvrages d'origine africaine ne sont pas disponibles pour la population africaine (que ce soit de par le lieu de publication ou son prix).
C'est dans ce contexte que resurgissent les magazines littéraires en Afrique : tandis que les éditeurs britanniques extravertissent la littérature africaine, « ces magazines l’introvertissent en rassemblant, numéro après numéro, des textes modernes anglophones pour un lectorat africain. » Black Orpheus est l'un des plus importants et couronnés de succès d'entre eux, avec Transition.

### Histoire deBlack Orpheus

#### Création du magazine
Ulli Beier est enseignant de littérature anglaise à Londres avant d'accepter un poste au Nigéria en 1950. S'intéressant de plus en plus à la littérature folklorique yoruba et aux écrivains africains en général, il rencontre le spécialiste Jahnheinz Jahn lors d'un congrès à Paris en 1956. Ils imaginent alors ensemble un magazine consacré à la « nouvelle littérature africaine ». Tout comme les futurs directeurs de la publication, ils ne sont pas en mesure d'apporter des financements propres, alors la revue repose sur les subventions d'une agence gouvernementale du ministère de l'éducation (complétées ultérieurement par des subventions d'institutions telles que la Rockefeller Foundation), pour être créée en septembre 1957 par Ulli Beier à Ibadan, au Nigeria,. Son nom provient d'un essai de Jean-Paul Sartre de 1948, Orphée noir, publié en guise de préface du volume Anthologie de la nouvelle poésie nègre et malgache, sous la direction de Léopold Sédar Senghor.

#### Premier numéro et ligne éditoriale
Black Orpheus se veut un « journal de littérature africaine et afro-américaine ». Dans l'éditorial du premier numéro, Beier déclare sa mission éditoriale : publier des œuvres de fiction, de poésie et d'arts visuels d'Africains anglophones ; fournir des traductions en anglais des œuvres d'Africains francophones ; et publier des œuvres d'écrivains afro-américains.
Tandis que le Nigeria a une production littéraire et un marché du magazine bien établis, Beier écrit dans ce même éditorial qu'« il est encore possible pour un enfant nigérian de quitter une école secondaire avec une connaissance approfondie de la littérature anglaise, mais sans même avoir entendu parler de Léopold Sédar Senghor ou d'Aimé Césaire » et insiste sur le fait que les écrivains africains doivent avoir un lectorat africain et vice-versa. En effet, selon lui, les « artistes africains devaient avoir recours à l'Europe pour obtenir des critiques et des encouragements » alors il cherche à faire pour la littérature anglophone ce que Présence africaine a fait pour la littérature francophone une dizaine d'années plus tôt, à savoir fournir un espace pour que les auteurs africains et antillais puissent partager avec les lecteurs et autres auteurs africains et antillais ou du reste du monde. Partant du postulat exprimé dans l'éditorial cité ci-dessus, Ulli Beier parvient à s'associer avec des collaborateurs de Présence africaine pour rendre accessible la littérature francophone à ceux qui ne parlent pas français et ainsi obtenir une forme de prestige culturel. Black Orpheus devient donc une plate-forme aussi bien pour les auteurs anglophones que francophones.
Sous la direction de Beier, la revue a une ligne éditoriale constante et est connue pour son inclinaison vers le primitivisme dans les arts visuels et le réalisme social dans les fictions.

#### Vie puis disparition du magazine
Les auteurs anglophones et francophones sont régulièrement en désaccord sur les aspects politiques malgré un passé colonial commun, et Black Orpheus fait de même, notamment en donnant moins d'importance à la négritude qu'à la littérature elle-même, et en privilégiant des textes créatifs mais accessibles plutôt que des textes trop expérimentaux,.
En 1961, Beier fonde également The Mbari Club, un centre culturel pour les écrivains africains, étroitement lié à Black Orpheus.
De plus en plus frustré par les querelles dans le monde littéraire africain, Beier démissionne en 1965. John Pepper Clark et Abiola Irele prennent le magazine en main, et Clark publie un essai, The Legacy of Caliban (L'héritage de Caliban), dans lequel il définit la nouvelle direction du magazine, rejetant en bloc la valeur historique de complaire les publics et critiques européens. Selon Peter Benson, Black Orpheus vit à ce moment-là à son âge d'or : il est « controversé, spécialisé, imaginatif, indépendant, de portée large et influent ».
Cependant, lors des dix années suivantes, les tensions éditoriales et économiques ont raison de la stabilité du magazine, qui change fréquemment de direction et de collaborateurs. Après avoir acquis la réputation de « doyen des magazines littéraires africains », Black Orpheus cesse finalement de paraître en 1975,. 

### Influence
Black Orpheus était révolutionnaire en tant que premier périodique littéraire africain en anglais, publiant de la poésie, de l'art, de la fiction, de la critique littéraire et des opinions. Le magazine se détachait également grâce à sa couverture mate avec des gravures sur bois de couleurs vives et son papier épais, ainsi que par sa qualité professionnelle dans le rendu intérieur (grandes marges exemptées de publicités, au contraire des publications populaires ou amateurs) — ce qui valait à la revue d'être utilisée comme exemple voire comme anthologie dans les cours des universités locales.
Black Orpheus est considéré comme l'un des magazines littéraires les plus influents du monde au cours de son existence, et a été décrit comme « un puissant catalyseur de l'éveil artistique en Afrique de l'Ouest »,. Le critique littéraire Abiola Irele écrit dans le Journal of Modern African Studies : « Le développement constant de Black Orpheus au cours des sept dernières années est un succès remarquable. Il a réussi à briser le cercle vicieux qui semble empêcher le développement d’un public de lecteurs propre de par sa persistance, par sa disponibilité même, mais aussi pour s’établir comme l'une des influences formatives les plus importantes de la littérature africaine moderne. [...] On peut dire sans trop exagérer que la fondation de Black Orpheus, si elle n’inspire pas directement de nouvelles écritures en Afrique anglophone, du moins coïncide-t-elle avec les premières incitations d’une nouvelle expression littéraire nouvelle et moderne et les renforce-t-elle en gardant devant l’écrivain potentiel l’exemple des succès des écrivains francophones et des écrivains afro-américains. »

## Contributeurs
Très influent pour le développement de la scène littéraire africaine moderne, Black Orpheus compte parmi ses contributeurs ce que Abiola Irele définit comme le « who’s who of African literature ».
La revue compte parmi ses principaux éditeurs le prix Nobel de littérature nigérian Wole Soyinka et l'auteur sud-africain Es'kia Mphahlele.
Black Orpheus se caractérise par sa portée panafricaine et son habileté à attirer des auteurs de renom en publiant aussi des auteurs francophones tels que le Sénégalais Léopold Sédar Senghor, le Guinéen Camara Laye, le Malien Amadou Hampâté Bâ et les Français Aimé Césaire et Léon-Gontran Damas, ou des auteurs d'autres pays comme le Jamaïcain Andrew Salkey (en),.
Le magazine a joué un rôle important dans la carrière de nombre de ses auteurs tels que Wole Soyinka, le poète nigérian J. P. Clark (en), l'écrivain nigérian Gabriel Okara, le poète sud-africain Dennis Brutus, le poète ghanéen Kofi Awoonor, Andrew Salkey, Léon-Gontran Damas, l'écrivaine ghanéenne Ama Ata Aidoo, l'écrivain nigérian Cyprian Ekwensi, l'écrivain sud-africain Alex La Guma, l'écrivain sud-africain William Modisane (en), l'écrivain et poète sénégalais Birago Diop, l'écrivain nigérian Daniel O. Fagunwa (en), l'écrivain et poète guyanien Wilson Harris, mais aussi des artistes plastiques comme le peintre et sculpteur mozambicain Malangatana et le peintre soudanais Ibrahim el-Salahi.
Par ailleurs, Susanne Wenger, première épouse d'Ulli Beier, a réalisé les couvertures des premiers numéros.
La plupart d'entre eux ont fait partie d'une anthologie de Beier intitulée Black Orpheus: An Anthology of New African and Afro-American Stories, publiée à Lagos, Londres, Toronto et New York en 1964.